# Estoher
Estoher (in catalano Estoer) è un comune francese di 160 abitanti situato nel dipartimento dei Pirenei Orientali nella regione dell'Occitania.

## Geografia fisica

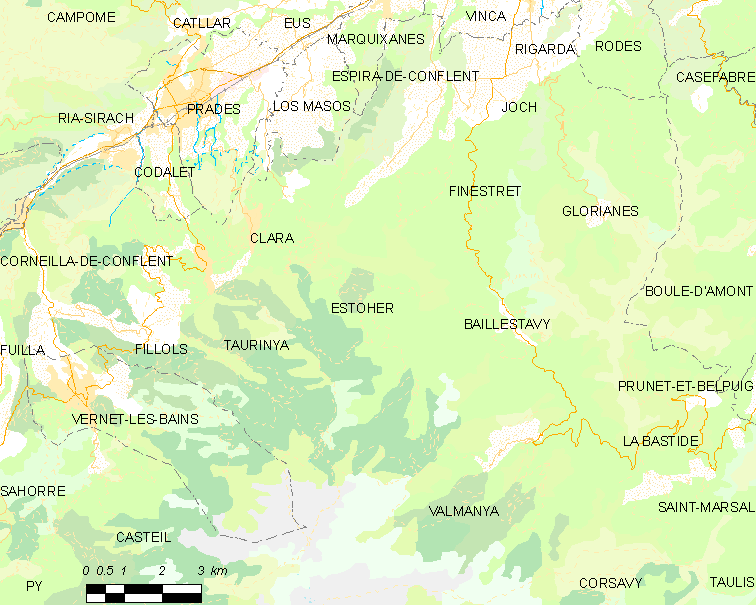
Situazione di Estoher

## Società

### Evoluzione demografica
Abitanti censiti